# Хайновский, Александр Францевич
Александр Францевич Хайновский (бел. Аляксандр Францавіч Хайноўскі; род. 25 апреля 1970, Глубокое, Витебская область, Могилевская область, БССР, СССР) — белорусский дипломат.

## Биография
В 1993 году окончил Минский государственный лингвистический университет, Институт государственной службы Академии управления при Президенте Республики Беларусь по специальности «Международные отношения» в 2013 году.
В 1993—1994 гг. — Атташе Департамента двустороннего сотрудничества Министерства иностранных дел.
В 1994—1997 гг. — Третий секретарь Посольства Республики Беларусь в Королевстве Бельгия / Представительства Республики Беларусь при Европейских сообществах.
В 1997—2000 гг. — третий, второй, первый секретарь, и.о. начальника отдела консульского отдела МИД.
В 2000—2003 гг. — Первый секретарь Посольства Белоруссии в Венгрии.
В 2003—2006 гг. — Заместитель начальника Департамента международной безопасности и контроля над вооружениями Министерства иностранных дел.
В 2006—2010 гг. — советник Посольства Белоруссии в Венгрии.
С 2010 гг. по ноябрь 2012 гг. — начальник управления Западной Европы Главного управления Европы Министерства иностранных дел.
С 3 декабря 2013 г. по 13 ноября 2018 года — Чрезвычайный и Полномочный Посол Республики Беларусь в Боснии и Герцеговине.
С 30 ноября 2012 года по 13 ноября 2018 года — Чрезвычайный и Полномочный Посол Республики Беларусь в Венгрии и Словении (по совместительству).
Свободно говорит на белорусском, русском, французском, английском, венгерском и испанском языках.

### Семья
Женат.